# Дідрик смугастощокий
Ді́дрик смугастощокий (Chrysococcyx lucidus) — вид зозулеподібних птахів родини зозулевих (Cuculidae). Мешкає в Австралазії і Океанії.

## Опис

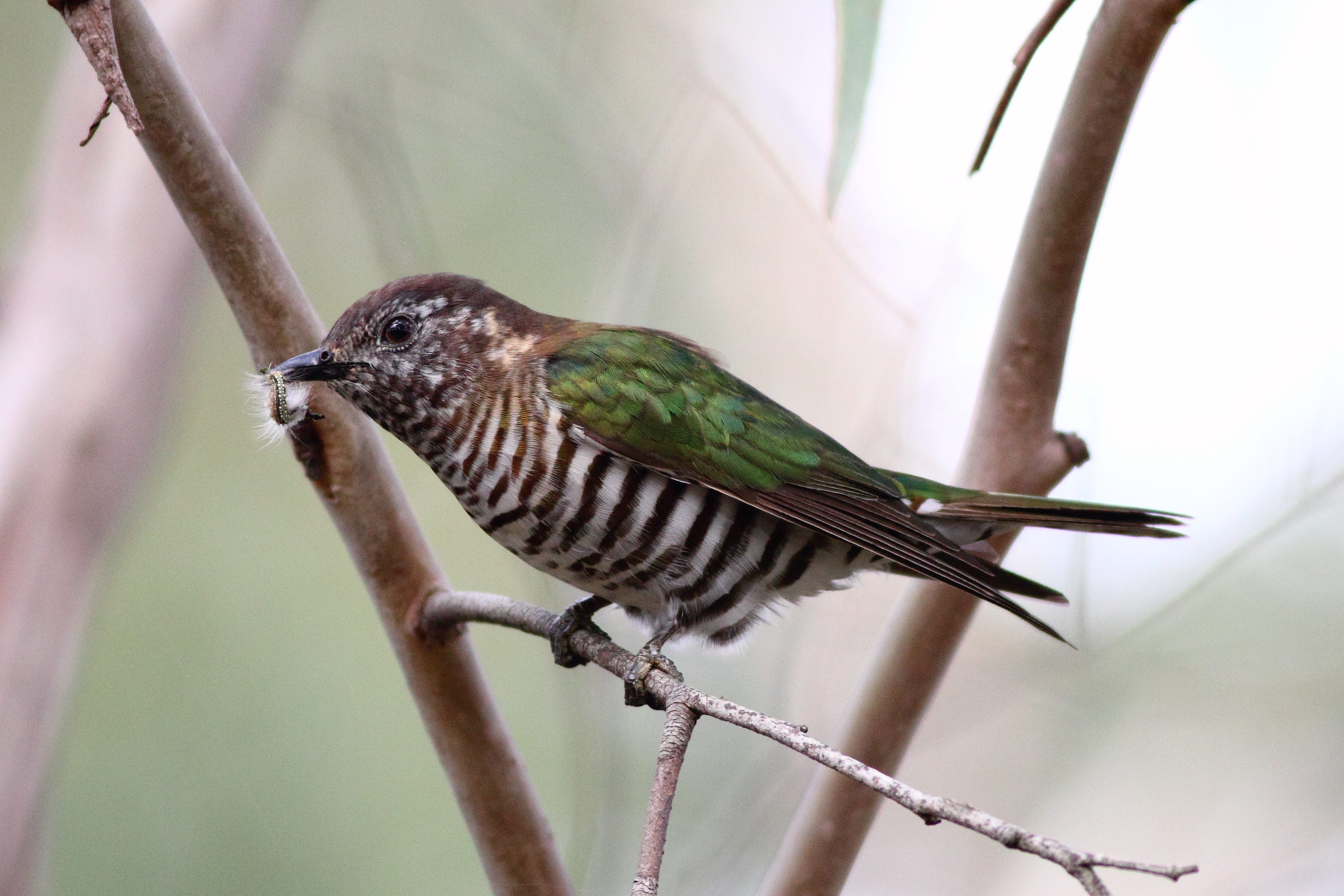
Смугастощокий дідрик (Мельбурн, Австралія)

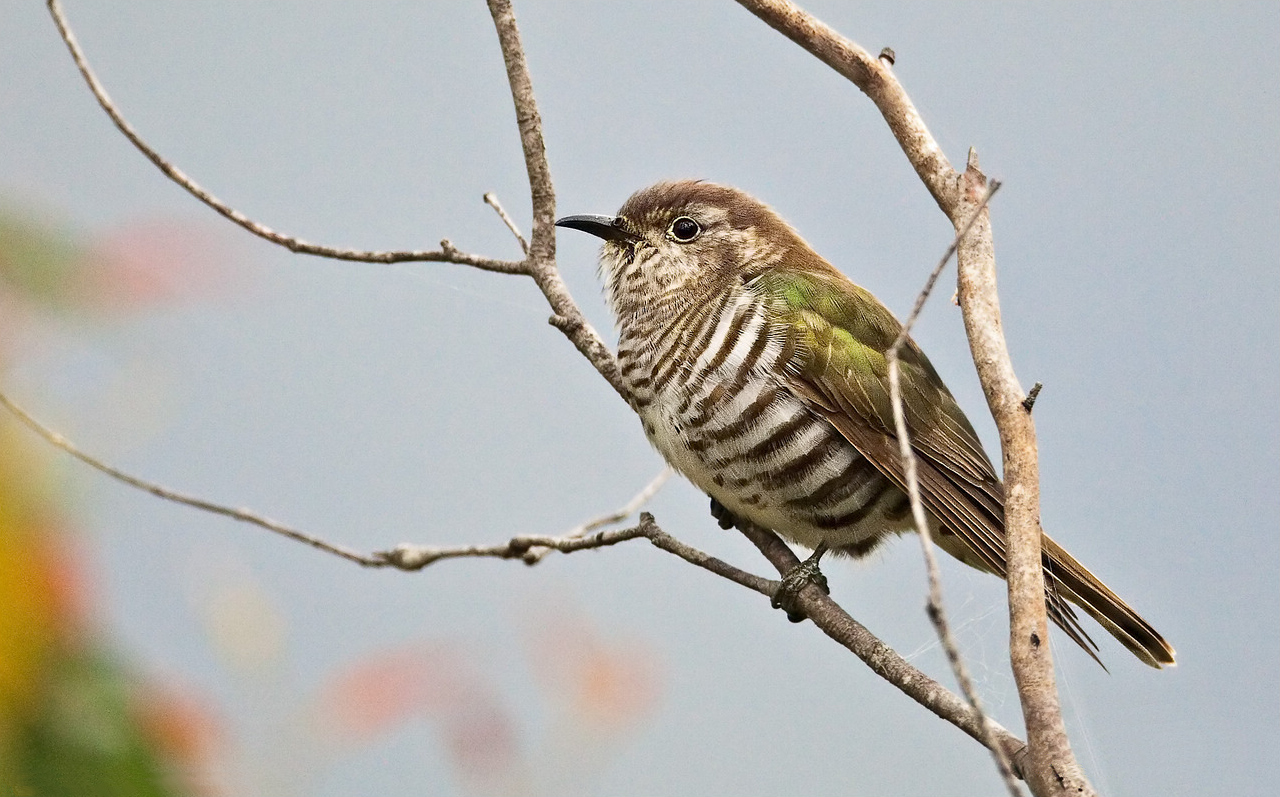
Смугастощокий дідрик (Тасманія)

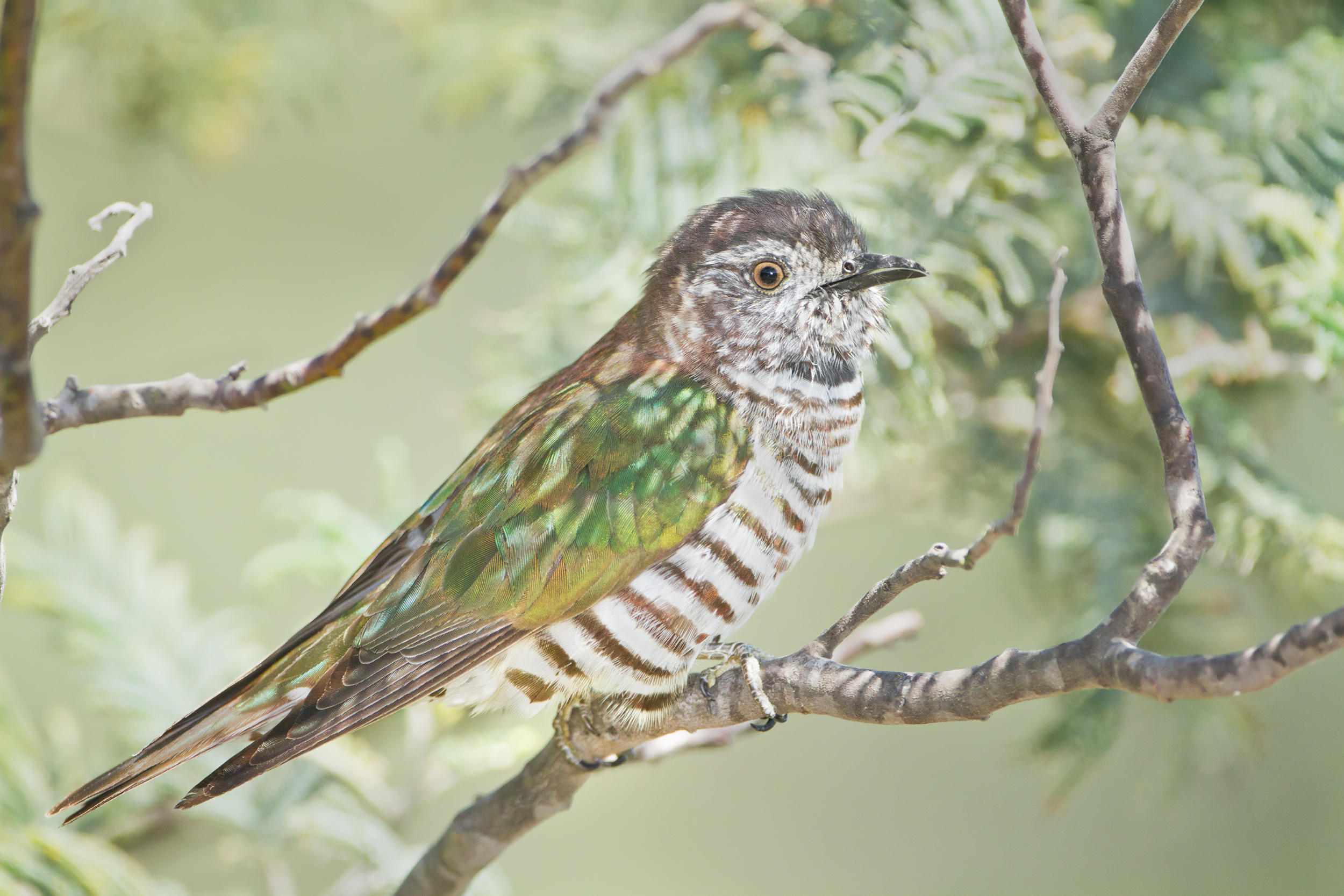
Смугастощокий дідрик (Тасманія)

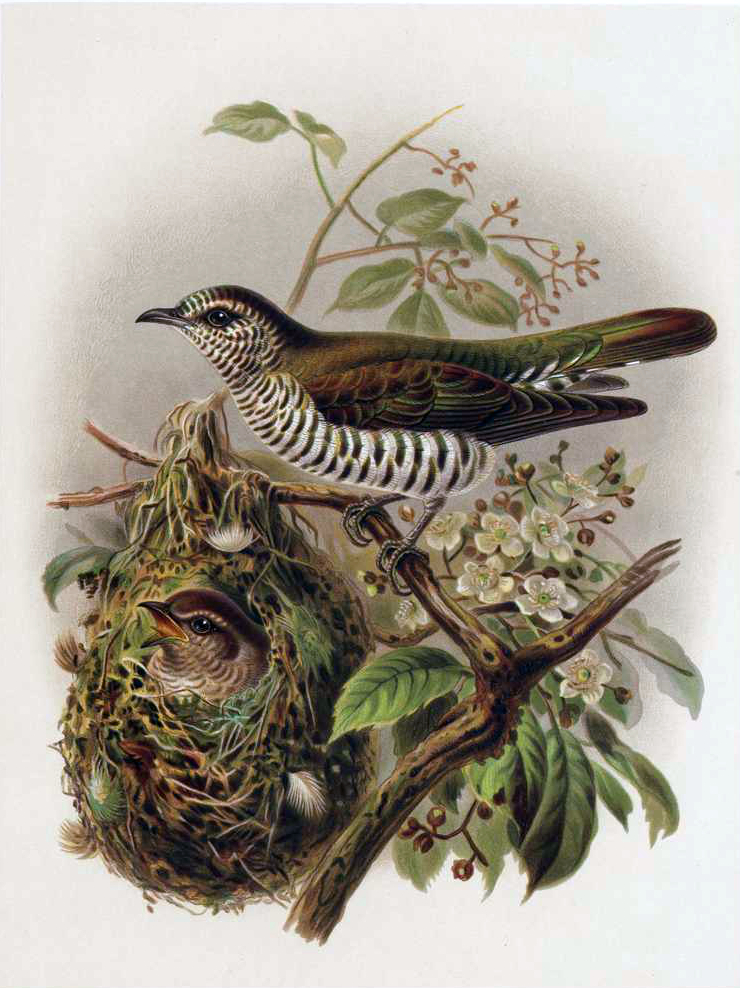
Смугастощокий дідрик

Довжина птаха становить 13-18 см, розмах крил 25-32 см, вага 25 г. У самців верхня частина тіла зеленувато-коричнева, блискуча, нижня частина тіла біла, поцяткована темними смгами. Обличчя і щоки білуваті, поцятковане нечіткими темними плямками і смужками. У самиць верхня частина тіла менш блискуча і більш коричнева. Представники різних підвидів вирізняються різним ступенем блиску верхньої частини тіла, довжиною дзьоба і розмірами тіла. У самиць підвиду C. l. harterti оперення має яскравий фіолетовий відблиск. Райдужки червонувато-карі, однак їх колр може варіюватися від світло-коричневого до жовтого. у молодих птахів очі карі або сірі. Навколо очей зеленуваті або сірі кільця, у молодих птахів вони більш широкі.

## Підвиди
Виділяють чотири підвиди:
- C. l. harterti (Mayr, 1932) — острови Реннелл і Беллона[en] (південні Соломонові острови);
- C. l. layardi Mathews, 1912 — острови Санта-Крус (південний схід Соломонових островів), Вануату (включно з островами Бенкс[en]) і Нова Каледонія (включно з островми Луайоте);
- C. l. plagosus (Latham, 1801)[7][8] — південний захід, північ і схід Австралії (південний захід і крайній північний схід Західної Австралії, північ Північної Території, від півострова Кейп-Йорк до Південної Австралії), острів Тасманія;
- C. l. lucidus (Gmelin, JF, 1788) — Нова Зеландія (Північний і Південний острови, сусідні острови, зокрема острів Стюарт, архіпелаг Чатем);

## Поширення і екологія
Смугастощокі дідрики мешкають в Австралії, Новій Зеландії і Новій Каледонії, на Соломонових Островах, Вануату. Популяції, що гніздяться на південному сході Австралії, на Тасманії та у Новій Зеландії взимку мігрують на північ, досягаючи Нової Гвінеї, Молуккських і Малих Зондських островів та островів Меланезії. Рудоголові дідрики живуть в різноманітних природних середовищах — в евкаліптових і соснових лісах, в рідколіссях і саванах, на луках, в парках і садах. Зустрічаються на висоті до 1920 м над рівнем моря.
Смугастощокі дідрики живляться комахами і гусінню, яких шукають на верхівках дерев і в чагарниках, іноді на землі. Як і багато інших видів зозуль, практикують гніздовий паразитизм, відкладаючи яйця в гнізда іншим птахам, зокрема шиподзьобам, ріроріро і кущовикам. На Новій Зеландії смугастощокі дідрики паразитують майже виключно на сірих ріроріро, на островах Чатем — на чатамських ріроріро, а на Новій Календонії — на віялохвостих ріроріро. Зозулі чекають, поки птах-хазяїн покине своє гніздо, після чого дуже швидко відкладають своє яйце і покидають гніздо, тримаючи в дзьобі яце птаха-хазяїна, яке потім поїдають. Весь процес займає не більше 20 секунд. Пташенята смугастощокого дідрика вилуплюються через 19-22 дні після відкладання яйця, раніше, ніж інші птахи в гнізді. На 3 день вони викидають з гнізда яйця, що не встигли вилупитися або інших пташенят. Пташенята покидають гніздо через 19-22 дні після вилуплення, однак птахи-хазяї продовжують годувати їх ще деякий час.